# Poa parviceps
Poa parviceps är en gräsart som beskrevs av Eduard Hackel. Poa parviceps ingår i släktet gröen, och familjen gräs. Inga underarter finns listade i Catalogue of Life.